# S3 Graphics
S3 Graphics是一家以設計顯示晶元為主的半導體公司，先後被威盛電子（VIA）和宏達電（HTC）所併購。

## 歷史
1990初，S3曾經稱霸整個顯示卡市場。1994年，S3憑借2D圖像速度的優勢，成功擊敗當時另一巨人泰鼎微系統，成為主流顯卡市場的領跑者。好景不長，3D應用快速普及，只是2D強勁是無用的。在1996年，nVIDIA RIVA TNT、Matrox G200、3dfx Voodoo banshee等強勁3D加速卡的到來，使S3倉促投入市場的S3 Savage 3D不能應付相關挑戰。隨後S3推出Savage 4系列顯示卡，對抗nVIDIA RIVA TNT2和Matrox G400，但是驅動問題始終無法解決，翻身作慘淡收場。儘管S3推出後繼產品Savage 2000，但究竟不能替S3挽回敗局，最後更被VIA以3.22億美元收購。VIA收購S3是想取得其顯示卡技術，將它融合在整合型主機板，S3的獨立顯示卡產品發展受阻。
眼見顯示技術被同為整合型晶片組競爭對手的SiS Mirage系列和Xabre系列慢慢追過，比內建Intel Graphics Media Accelerator 900顯示核心的915系列晶片組的落後差距愈來愈大，VIA唯有重新研發獨立顯示卡，預備將來將新技術融合在整合型主機板。2004年S3企圖東山再起，在AGP時代的最後時刻推出DeltaChrome S8系列顯示核心，企圖以傳統強項的2D影像畫質挽回人們信心。但由於資源條件不足，推出時機延遲，3D效能落後，驅動支持緩慢且錯誤甚多等因素，無法滿足獨立顯卡用戶的需求與期待，最終實際導入量產並推入市場的產品，銷量與反應最多堪稱一般。雖然DeltaChrome S8系列具有和同時期ATi與Nvidia前代產品相當的效能，銳利的2D畫質，以及整合TV接口等優勢，對於使用顯示卡作為多媒體播放用途的非遊戲玩家具有不錯的吸引力。但是，由於驅動問題遲遲無法妥善解決，而且主流顯示卡接口已開始由AGP轉向PCI Express，S3在推出DeltaChrome S8的次年即放棄對其的驅動支持，再一次傷害支持S3顯示卡的用戶的權益。
轉入PCI Express世代後，S3前後推出GammaChrome S18與ChromeS20系列顯示卡，亦為顯示卡增加多種功能，例如省電、多顯卡技術和影像播放加速優化技術。但在效能與售價仍無法取得好評。
2011年7月6日，宏達電宣佈以3億美元自威盛電子收購S3 Graphics股份。同年11月，美國國際貿易委員會裁定S3在對Apple公司的專利訴訟中敗訴。

## 產品
- ViRGE系列
- Savage系列
- DeltaChrome S8系列
- GammaChrome S18系列
- Chrome S20系列
- Chrome 400系列
- Chrome 500系列

## 另見
- 威盛電子
- 威盛處理器列表
- VIA Envy

## 外部連結
- S3 Chrome S27 PCI Express Videocard Review